# Макс Левин
Макс Левин (укр. Максим Євгенович Левін; Бојарка, 7. јул 1981 ― Кијевска област, 13. март 2022) био је украјински фотограф и фоторепортер, између осталог, за LB.ua и Ројтерс. Фотографисао је за међународне хуманитарне организације, међу којима су Уницеф и Светска здравствена организација. 
Током мисије документовања инвазије Русије на Украјину у Кијевској области, притворен је и испитиван, у току чега је преминуо. Верује се да је његов пријатељ Олексиј Чернишов, који га је пратио, спаљен.

## Биографија

### Живот и каријера
Рођен је 7. јула 1981. у Бојарки. Као адолесцент је желео да постане фотограф, па је као ученик био члан фотографског клуба. Прво се школовао за инжењера рачунарских система, како је желео његов отац. Дипломирао је на Кијевском политехничком институту и радио је као системски инжењер. Са својом супругом је имао четири сина.
Као фоторепортер је почео да ради 2006. године. Био је стални фотограф LB.ua и сарадник Ројтерса. Радио је за Associated Press, BBC, Hromadske и ТРТ ворлд. Његове фотографије су објављивали, између осталих, Elle, Korrespondent.net, Радио Бугарска, Радио Слободна Европа/Радио Слобода, The Moscow Times, The Wall Street Journal, Time, Украјински кризни медијски центар, Vatican News и World News Media. Фотографисао је и водио видео пројекте за хуманитарне организације, међу којима су HealthRight International, UNFPA, Организација за европску безбедност и сарадњу, Уницеф, Уједињене нације, UN Women и Светска здравствена организација. Аутор је документарног пројекта о војсци „Афтериловајск” и пројекта о одговорном очинству „Клуб очева”.
Био је присутан у бројним биткама у руско–украјинском рату 2014. године, а током битке за Иловајск био је окружен руским снагама. Председник Петро Порошенко га је 2015. одликовао Орденом за заслуге трећег степена.
Током инвазије Русије на Украјину 2022. је изјавио: „Сваки украјински фотограф сања да направи фотографију која ће зауставити рат”. Једна од његових фотографија, која приказује уништене зграде у Кијеву, објављена је на насловној страни Шпигела марта 2022. године.

### Смрт
Нестао је 13. марта 2022. када је, заједно са Олексијем Чернишовим, отишао да фотографише последице рата у Кијевској области. Његово тело је пронађено у близини села 1. априла 2022. Према подацима украјинског државног тужиоца, руски војници су га смртно ранили два пута док је био ненаоружан у прес јакни. Према извештају који су објавили Репортери без граница, погубили су га руски војници, како се верује припадници 155. гардијске морнаричке пешадијске бригаде, након испитивања и мучења. Верује се да је Левинов пријатељ, који је у то време био са њим, Олексиј Чернишов, спаљен од руских војника.
Левин је постхумно одликован Орденом за храброст. Сахрана је одржана у кијевској катедрали Светог Архангела Михаила. Поглавар Православне цркве Украјине, митрополит Епифаније, га је описао као једног од најбољих фотографа модерне Украјине који је „служио истини”. Сахрана је била на новом гробљу у Бојарки.
Убиство Максима Левина је осудила генерална директорка Унеска Одри Азулеј, у саопштењу за штампу објављеном 3. априла. Према подацима Унеска о глобалном праћењу безбедности новинара и опсерваторији убијених новинара, Левин је шести новинар убијен у Украјини 2022. године.

## Изложбе
Изложбе Максима Левина:
- Maydan: Human Factor
- Ukraine 24. War&Peace, Лос Анђелес
- Conflict Zone: Ukraine, Чикаго
- Donbas War and Peace, Европски парламент, Брисел
- Donbas: War and Peace, Праг
- Изложба фотографија о бици за Иловајск, Кијев